# Crangonyx arsenjevi
Crangonyx arsenjevi is een vlokreeftensoort uit de familie van de Crangonyctidae. De wetenschappelijke naam van de soort is voor het eerst geldig gepubliceerd in 1927 door Derzjavin.